# Homoki ökörszemlepke
A homoki ökörszemlepke (Hyponephele lupina) a tarkalepkefélék családjába tartozó, Eurázsiában és Észak-Afrikában elterjedt lepkefaj. 

## Megjelenése
A homoki ökörszemlepke szárnyfesztávolsága 3,4-4,8 cm. Szárnyainak felső oldala világos földbarna színű, az elülső szárnyat selymesen csillogó, filcszerű szőrzet fedi. A hím elülső szárnyainak csúcsán egy-egy kis, kerek fekete folt látszik; ferdén ráeső világításban sárgának tűnik, az illatcsík rövid, széles teknő vagy kifli alakú. A nőstény elülső szárnyának külső szegélye homorú, hátulsó szárnyának külső szegélye erősen csipkés, szinte fogazott; az elülső szárnyak csúcsán két-két nagyobb, narancssárga udvarban elhelyezkedő fekete petty látható. Az elülső szárny fonákja narancssárga, széle szürkésbarna. Mindkét nem esetén a szárny csúcsán egy kerek fekete folt található, közepén kis fehér pöttyel; a nőstény esetében ez alatt egy másik, valamivel kisebb fekete folt is látszik. A hátsó szárnyak fonákja szürkésbarna, rejtőszínű.   
A szemfoltok mérete változékony.
Petéje csonkakúp alakú, szürkéssárga színű, erősen bordázott.
Hernyója zöld, vékony, sárgásfehér hosszanti csíkokkal. Feje is zöld, két függőleges, vörösbarna "szemcsíkkal".

### Hasonló fajok
Az erdei ökörszemlepke, a nagy ökörszemlepke, a kis ökörszemlepke, esetleg a kis szénalepke hasonlíthat rá.

## Elterjedése
Elterjedési területe Észak-Afrikától Dél-Európán és Ázsián át egészen Nyugat-Kínáig húzódik. Magyarországon régebben a Duna-Tisza közén egészen Budapesttől a déli határig, sőt a Dunántúlon is előfordult. Ma csak a Duna-Tisza köze homokos területein él, csökkenő állományait a kipusztulás fenyegeti.    

## Életmódja
Tápanyagszegény, homokos-köves rétek, legelők, sziklalejtők lepkéje. Ritkán 2000 méteres magasságig is hatol. 
Az imágók Magyarországon június-augusztusban repülnek. A nőstények különböző füvek, perjefélék leveleire rakják petéiket. A hernyó áttelel és a következő év májusában bebábozódik. 
Magyarországon védett, természetvédelmi értéke 50 000 Ft.

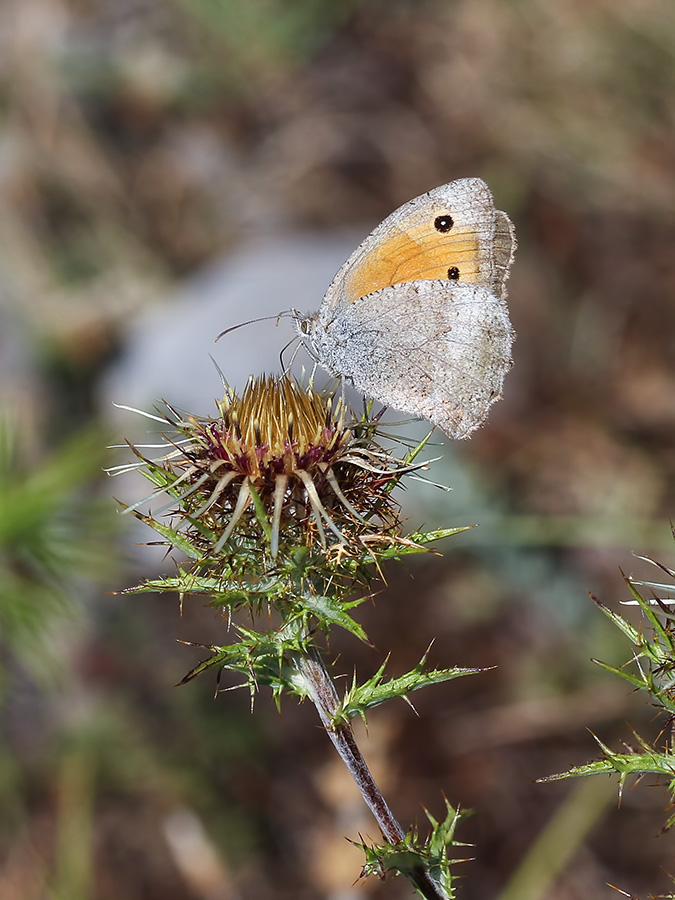
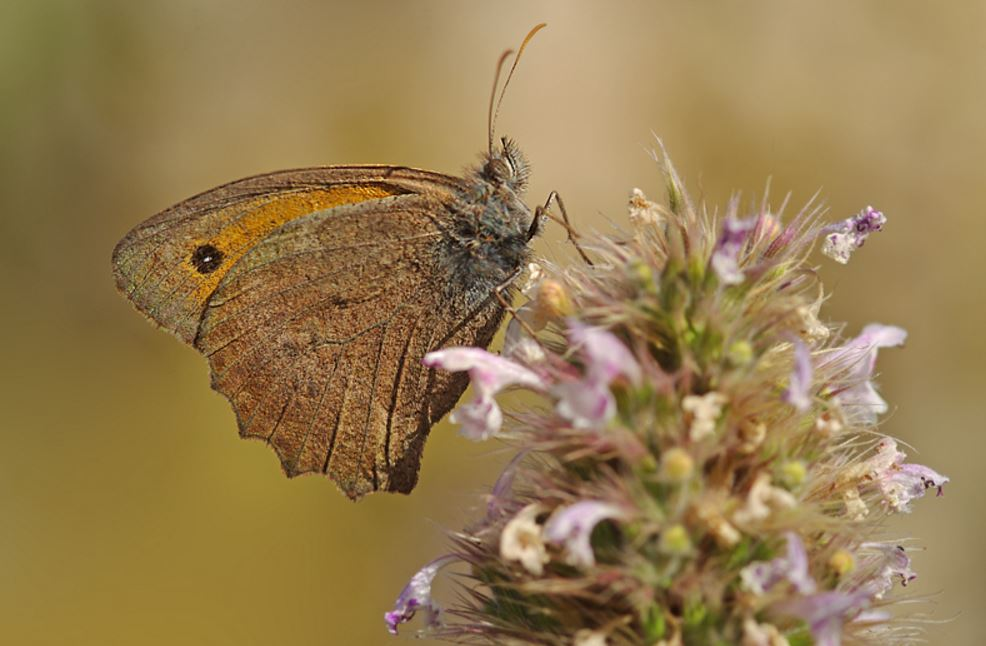
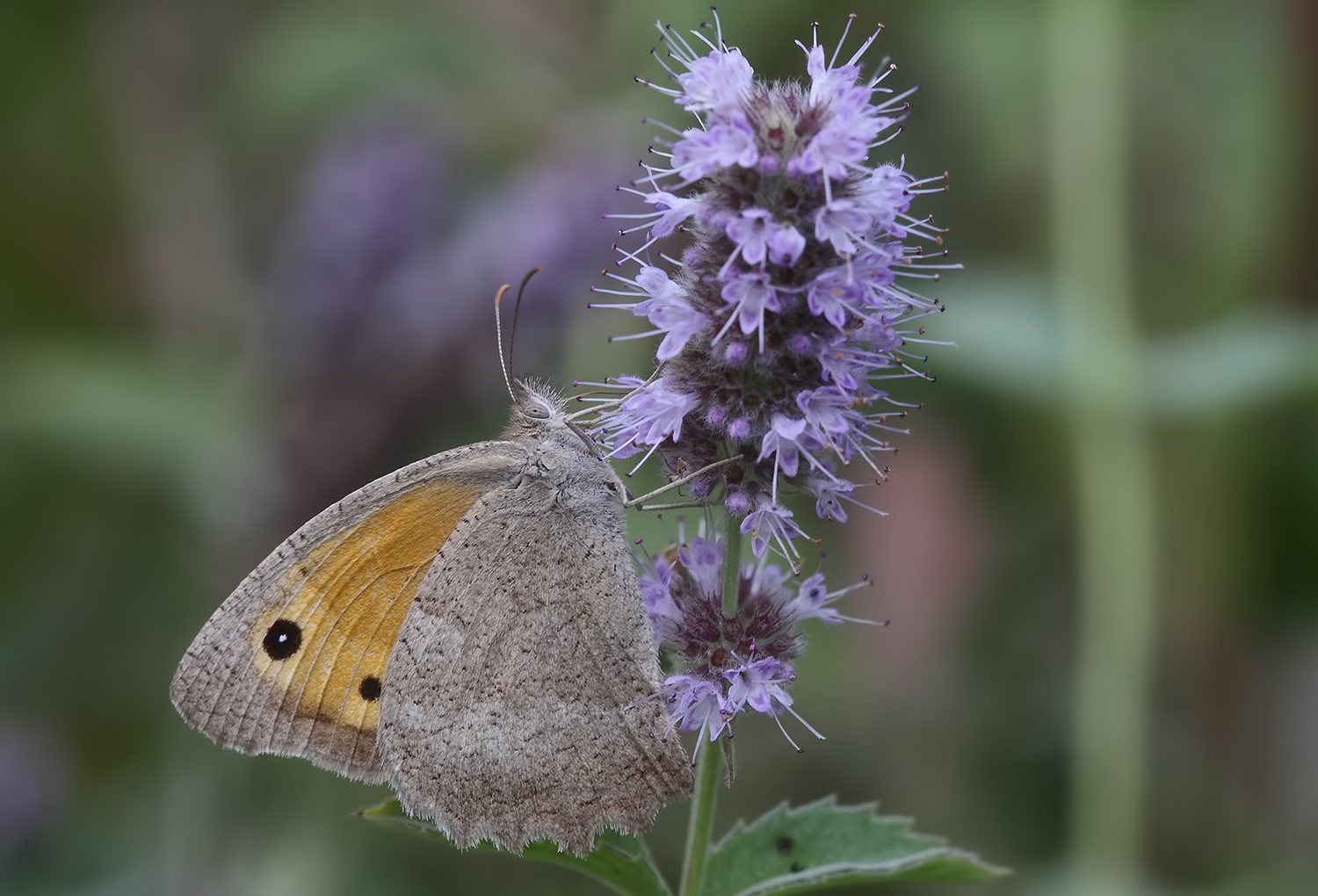
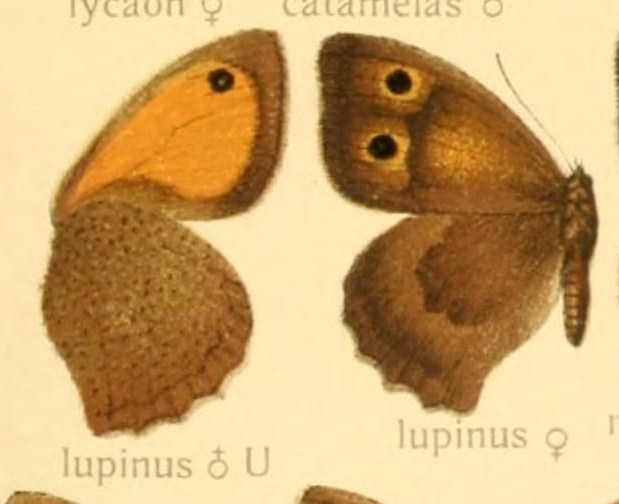
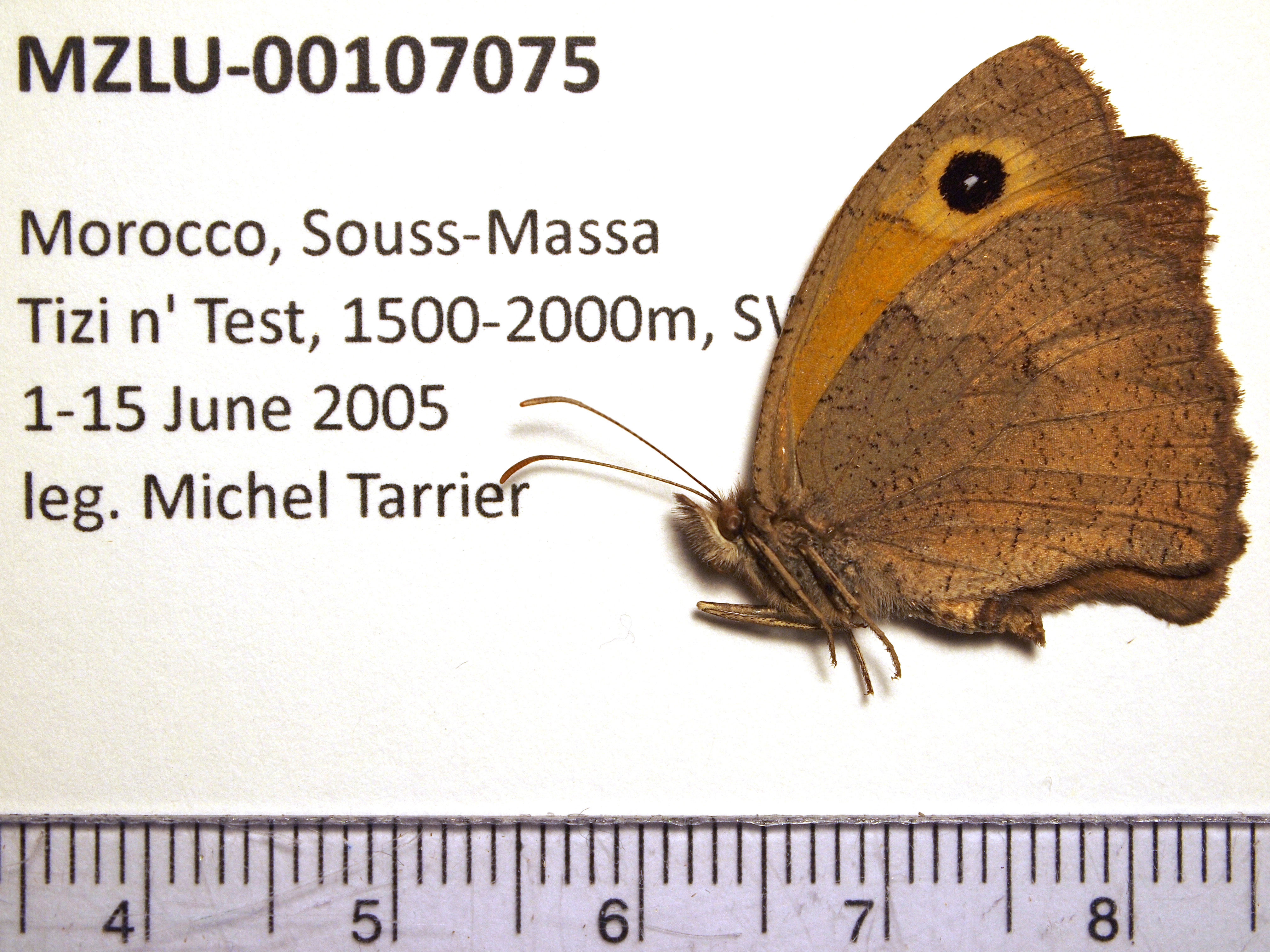